# David Price (politico statunitense)
David Eugene Price (Erwin, 17 agosto 1940) è un politico statunitense, membro della Camera dei Rappresentanti per lo stato della Carolina del Nord dal 1987 al 1995 e dal 1997 al 2023.

## Biografia
Nato nel Tennessee, Price studiò teologia e scienze politiche a Yale e successivamente lavorò per quattro anni come assistente del senatore dell'Alaska Bob Bartlett. Negli anni settanta e ottanta insegnò scienze politiche e politica pubblica alla Duke University.
Entrato in politica con il Partito Democratico, nel 1986 Price si candidò alla Camera dei Rappresentanti e venne eletto. Fu riconfermato per altri tre mandati nel 1988, nel 1990 e nel 1992, ma nel 1994 venne sconfitto di misura dal candidato repubblicano Fred Heineman.
Nel 1996 Price decise di ricandidarsi per il suo vecchio seggio e questa volta riuscì a sconfiggere Heineman con un largo margine di scarto, sfruttando soprattutto il mancato mantenimento delle promesse fatte dai repubblicani nel contratto con l'America. Da allora, Price venne sempre rieletto con ampio consenso nelle successive tornate elettorali.
Lasciò la Camera dei rappresentanti alla fine del 117º Congresso e fu succeduto da Valerie Foushee.
Dal matrimonio con l'attivista politica Lisa Kanwit, sposata nel 1968, Price ha avuto due figli.